# Ribnjak Dubrava
Ribnjak Dubrava este o arie protejată (sit de importanță comunitară — SCI) din Croația întinsă pe o suprafață de 342,89 ha, integral pe uscat.

## Localizare
Centrul sitului Ribnjak Dubrava este situat la coordonatele 45°49′26″N 16°36′14″E / 45.824°N 16.604°E.

## Înființare
Situl Ribnjak Dubrava a fost declarat sit de importanță comunitară în iulie 2013 pentru a proteja 4 specii de animale.

## Biodiversitate
Situată în ecoregiunea continentală, aria protejată nu include niciun habitat protejat.
La baza desemnării sitului se află mai multe specii protejate:
- amfibieni (2): buhai de baltă cu burta roșie (Bombina bombina), izvoraș-cu-burta-galbenă (Bombina variegata)
- mamifere (1): vidră de râu (Lutra lutra)
- nevertebrate (1): libelule (Leucorrhinia pectoralis)